# Marionetele
Marionetele (engleză: „Puppet Show”) este o povestire științifico-fantastică din 1962 scrisă de Fredric Brown. A apărut inițial în revista Playboy din noiembrie 1962.  

## Povestea
Acțiunea are loc în Cherrybell, Arizona, pe șoseaua 89 la 40 de mile de frontiera SUA cu Mexic. Dade Grant, un bătrân murdar călare pe un catâr sosește în localitate însoțit de Garvane, un extraterestru umanoid de aproape trei metri, foarte slab, cu dinți albaștri și pielea roșie de parcă fusese jupuit de viu.
Garvane se recomandă a fi ambasador plenipotențiar al Uniunii Galactice, o federație a civilizațiilor din galaxie. El este original de pe o planetă aflată la 4000 ani-lumină de Pământ. El cere să vorbească autorităților deoarece are misiunea de a decide dacă oamenii pot intra în această Uniune Galactică. Câțiva reprezentanți ai armatei americane conduși de colonelul Casey sosesc în Cherrybell și îi înregistrează cuvintele pe un magnetofon. Primul factor pe care se bazează decizia ambasadorului este verificarea gradului de xenofobie pe care oamenii l-au trecut deoarece, deși le pare respingător, oamenii discută cu el.
Dintr-odată ’’scheletul’’ (Garvane) se întinde pe nisip și închide ochii. Dade Grant, ștergându-și machiajul și apărând ca un tânăr om, râde și le spune că Garvane este o marionetă și că el este adevăratul mesager. Colonelul spune atunci că este o ușurare să vadă că rasa stăpânitoare a galaxiei nu numai că este umanoidă, dar este și umană. Dar Dade Grant se întinde pe nisip și închide ochii în timp ce catârul spune că el este cel real, dar întreabă de ce este important ca rasa conducătoare să fie umană/umanoidă și că ce este aia rasă conducătoare?

## Analiză
Tema povestirii este primul contact dintre oameni și reprezentantul unei Uniuni Galactice.
Fredric Brown a scris o altă povestire împreună cu Mack Reynolds despre relația dintre extratereștri și un măgar (sau catâr): Me and Flapjack and the Martians (Eu, Flapjack și marțienii).Povestirea a fost publicată în decembrie 1952 în Astounding Science Fiction.

## Traduceri
- Marionetele, traducere Mihai Dan Pavelescu în Jurnalul SF, 1992, nr. 2, pag. 8-9
- Marionetele, traducere Raul Pontbriant, Paradoxul pierdut, editura Nemira, 1993